# Aéroport d’Inuvik-Mike Zubko
L'aéroport d’Inuvik-Mike Zubko est un aéroport situé dans les Territoires du Nord-Ouest, au Canada.

## Compagnies et destinations
| Compagnies           | Destinations                                                                            |
| -------------------- | --------------------------------------------------------------------------------------- |
| Air North            | Dawson City, Old Crow, Whitehorse (E. Nielsen)                                          |
| Aklak Air            | Paulatuk, Sachs Harbour (D. N. Jr Saaryuaq) (en), Ululkhattok En saison: Fort McPherson |
| Canadian North       | Norman Wells, Yellowknife                                                               |
| North-Wright Airways | En saison: Aklavik (en)                                                                 |

Édité le 02/05/2025